# ناپرویل (ایلینوی)
نِیپرویل، ایلینوی (به انگلیسی: Naperville, Illinois) یک شهر در ایالات متحده آمریکا با جمعیت ۱۴۳٬۶۸۴ نفر است که در ایلی‌نوی واقع شده‌است.